# Josef Hotový
Josef Hotový (8. srpna 1904 Radějovice – 2. dubna 1975 tamtéž) byl český kapelník, skladatel taneční hudby a varhaník.

## Život
Hotový neabsolvoval žádné soustavné hudební studium. Nějaký čas se učil hře na housle u Aloise Příhody, otce houslového virtuosa Václava Příhody. Byl však mimořádně nadaný a víceméně samostatně se naučil hrát na řadu hudebních nástrojů. V kapele svého bratra Františka hrál nejprve na housle, ale později i na akordeon, klarinet a tubu. Podobně se naučil hrát na varhany a po úmrtí varhaníka v Popovičkách nastoupil na jeho místo.
Ve svých 19 letech začal komponovat. Jeho skladby hrál nejprve vlastní orchestr, ale po velkém úspěchu je přejímaly i další kapely a začaly proto vycházet tiskem. Nejprve je vydával sám prostřednictvím hudebních časopisů a později byly vydávány v nakladatelství Supraphon.
Napsal na tři sta skladeb. Texty pro něj psali Svatopluk Radešínský, V. Moravecký a V. Sýkora. Jeho skladby jsou dnes základem hudebního repertoáru většiny dechových hudeb v tuzemsku i v zahraničí.

## Nejznámější skladby
- Anička (polka)
- Bez lásky (polka)
- Černooká (polka)
- Dvě srdce (polka)
- Holka chudá (valčík)
- Je to tak (polka)
- Láska v máji (polka)
- Lucien (pochod)
- Mařenka (polka)
- Můj první ples (valčík)
- Pohádky z Posázaví (valčík)
- V hospodě hráli (polka)
- Vlasta (polka)
- Zimní růže (polka)
- Zvesela (polka)
- Žal (valčík)